# هیجانان
هیجانان روستایی از توابع بخش مرکزی در شهرستان سقز است که در استان کردستان ایران قرار دارد. یاخوا کاول بیت
شنو شو مکه بوی

## جمعیت
این روستا در دهستان تموغه واقع شده و براساس سرشماری سال ۱۳۸۵، جمعیت آن ۵۰۵ نفر (۱۰۱ خانوار) بوده‌است.